# Bronisław Malinowski
Bronisław Kasper Malinowski (Cracovia, Imperio austrohúngaro; 7 de abril de 1884-New Haven, Connecticut; 16 de mayo de 1942) fue el fundador de la antropología social británica a partir de su renovación metodológica basada en la experiencia personal del trabajo de campo y en la consideración funcional de la cultura.

## Biografía
Nació en el seno de una familia de clase media acomodada polaca. Hijo de Lucjan Malinowski, un eslavista especializado en el dialecto polaco de Silesia. Durante su niñez sufrió de los achaques de una salud frágil. En 1897 su madre viajó con él por los países del sur europeo, por cuestiones de salud. En 1903 comienza a estudiar filosofía en la Universidad de Cracovia, doctorándose en 1908, especializándose en física y matemáticas. Se traslada a Leipzig (Alemania) para profundizar sus conocimientos en psicología y economía bajo la dirección de C. G. Seligman. La lectura de The Golden Bough (La rama dorada) de James Frazer volcó su interés hacia la Antropología Social lo que le llevó a Inglaterra para formarse en esta disciplina, obteniendo su grado en la London School of Economics en 1910. Fue profesor en esta Universidad desde 1913, y allí se doctoró en 1916.
En 1914 viajó a Papúa (actual Papúa Nueva Guinea), donde llevó adelante un trabajo de campo en Mailu y en las islas Trobriand. Como súbdito del Imperio austrohúngaro en territorio bajo jurisdicción británica, la declaración de la Primera Guerra Mundial lo obligó a aceptar el destierro en las islas Trobriand hasta que acabase la guerra. Aquí es donde realizó su trabajo de campo acerca del kula y comenzó a preconizar la metodología llamada "de observador participante".

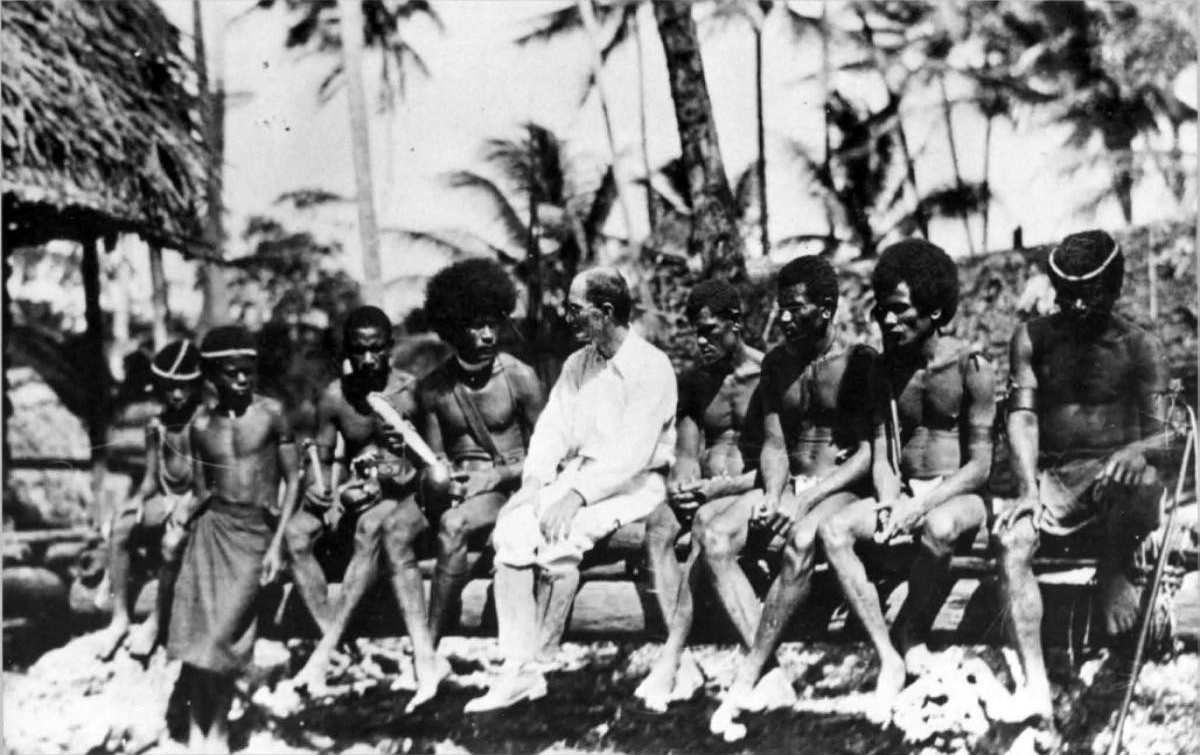
Foto de Bronisław Malinowski con un grupo de nativos de las islas Trobriand.

En 1922 obtuvo un doctorado en antropología en la London School of Economics, y se editó su obra maestra Argonauts of the Western Pacific (Los argonautas del Pacífico Occidental) que le otorgó fama universal. En Gran Bretaña trabajó también en la Universidad de Londres, y en Estados Unidos en las universidades de Cornell, Harvard y Yale.
En noviembre de 1929 llega a La Habana donde conoce al sabio cubano Fernando Ortiz, con el cual intercambia ideas e información sobre los fenómenos sociales que son los cambios de cultura y los impactos de las civilizaciones. En julio de 1940 se encontraba trabajando en la Universidad de Yale, donde escribe la introducción al libro del Dr. Ortiz Contrapunteo cubano del tabaco y el azúcar.
Murió en 1942 de un ataque cardíaco mientras se preparaba para dirigir un trabajo de campo en Oaxaca (México), apenas cumplidos sus 58 años.

## Malinowski y el psicoanálisis
En La vida sexual de los salvajes del noroeste de la Melanesia y otras obras, Malinowski criticó con datos empíricos la universalidad del complejo de Edipo, postulado por Freud como un concepto central de su teoría psicoanalítica. En Malinowski (1924) propone el concepto de "complejo principal" (al.: Kernkomplex) como una generalización del concepto freudiano. La crítica de Malinowski se basa en que el complejo de Edipo supone la familia monogámica patrilineal y que ese concepto de familia no puede ser generalizado a otras sociedades:
Si la vida familiar es de importancia decisiva para la vida anímica, entonces su carácter precisa ser observado con mayor atención. Pues "la familia" no es la misma en todas las sociedades humanas. Su naturaleza cambia en gran medida con el grado de desenvolvimiento y el tipo de civilización de un pueblo, y tampoco es idéntica en las diferentes etapas [del desarrollo] de la misma sociedad.
La propuesta de Malinowski es que el complejo principal puede tomar diferentes formas en diferentes sociedades, de modo que, en la sociedad europea que vivió Freud, ese complejo toma la forma del complejo de Edipo.

En este contexto es importante enfatizar que Malinowski quería generalizar y ampliar la teoría freudiana para que sea aplicada a otras sociedades y no rechazarla:
El psicoanálisis creó el fundamento correcto para la psicología de los [pueblos] primitivos, pues enfatizó que el interés de los primitivos se concentra en ellos mismos, como también en las personas de su entorno, y que él es de naturaleza libidinosa, lo que hasta ahora estaba envuelto en falsas concepciones sobre el interés no afectivo de los hombres por la naturaleza y por las especulaciones filosóficas sobre el Ser-ahí y el Destino.

## Obra
- The Trobriand Islands (1915)
- Argonauts of the Western Pacific (1922)
- Malinowski, B. (1924). Mutterrechtliche Familie und Ödipus-Komplex. Eine psychoanalytische Studie (en alemán). Leipzig,: Internationaler Psychoanalytischer Verlag.
- Myth in Primitive Society (1926)
- Crime and Custom in Savage Society (1926)
- Sex and Repression in Savage Society (1927)
- Malinowski, B.; H. Ellis (1929). The Sexual Life of Savages in North-Western Melanesia. An Ethnographic Account of Courtship, Marriage, and Family Life Among the Natives of the Trobriand Islands, British New Guinea (en inglés). London.
- Coral Gardens and Their Magic: A Study of the Methods of Tilling the Soil and of Agricultural Rites in the Trobriand Islands (1935)
- The Scientific Theory of Culture (1944)
- Freedom and Civilization (1944)
- Magic, Science, and Religion  (1948)
- The Dynamics of Culture Change (1945)
- A Diary In the Strict Sense of the Term (1967)

## Edición en español
- Los argonautas del Pacífico Occidental. Ediciones Península. 2001. ISBN 978-84-8307-398-8.
- Crimen y costumbre en la sociedad salvaje. Planeta-De Agostini. 1986. ISBN 978-84-395-0111-4.
- El Cultivo de la tierra y los ritos agrícolas en las islas Trobriand. Editorial Labor. 1977. ISBN 978-84-335-1709-8.
- Diario de campo en Melanesia. Ediciones Júcar. 1989. ISBN 978-84-334-7024-9.
- Estudios de psicología primitiva: el complejo de Edipo. Ediciones Paidós Ibérica. 1982. ISBN 978-84-7509-140-2.
- Magia, ciencia y religión. Editorial Ariel. 1994. ISBN 978-84-344-1117-3.
- Una teoría científica de la cultura. Edhasa. 1981. ISBN 978-84-350-0023-9.
- La vida sexual de los salvajes del noroeste de la Melanesia. Ed. Morata. 1975 [1929]. ISBN 978-84-7112-001-4.
- Malinowski, Bronislaw y Julio de la Fuente (1957). La economía de un sistema de mercados en México. Acta Anthropologica, Escuela Nacional de Antropología e Historia.
- Sexo y represión en la sociedad primitiva. Eds. Nueva Visión SAIC. 1974.